# حره حول الشعير (السياني)

تعديل مصدري - تعديل

حره حول الشعير محلة تابعة لقرية الظفير، التابعة لعزلة عميد الداخل بمديرية السياني إحدى مديريات محافظة إب في الجمهورية اليمنية.، بلغ تعداد سكانها 25 حسب تعداد اليمن لعام 2004.